# Xã Holly, Quận Murray, Minnesota
Xã Holly (tiếng Anh: Holly Township) là một xã thuộc quận Murray, tiểu bang Minnesota, Hoa Kỳ. Năm 2010, dân số của xã này là 127 người.